# Кагамлик Григорій Сергійович
Кагамли́к Григо́рій Сергі́йович (1923—1943) — учасник Другої світової війни, сержант, командир роти протитанкових рушниць 47-го стрілецького полку 15-ї стрілецької дивізії 13-ї армії Центрального фронту, Герой Радянського Союзу.

## Біографія
Григорій народився в 1923 році в селі Слободо-Петрівка поблизу Гребінки в селянській родині. Закінчив 7 класів місцевої школи, працював у колгоспі.
В боях Другої світової війни з вересня 1941 року. Воював на Західному, Брянському та Центральному фронтах. Наприкінці червня 1942 року брав участь в боях при річці Тим Курської області. Із своєї протитанкової рушниці він підбив 2 німецьких танки. До осені 1942 року сержант Кагамлик у складі свого підрозділу обороняв один з напрямків на селище Тербуни Липецької області.
В кінці січня 1943 року війська Воронезького та Брянського фронтів просувались на захід, звільняючи населені пункти Воронезької, Курської та Орловської областей. Після потужної артпідготовки в наступ пішли солдати 15-ї стрілецької дивізії 13-ї армії, в якій служив Кагамлик. Наступ розвивався успішно, зламуючи оборону німців, дивізія просувалась до залізничної станції Понирі. Німці вже були вибиті з села Друге Нікольське (нині в межах села Прильопи Понировського району Курської області), до станції лишалось небагато. Втративши важливий рубіж, ворог готував контратаку. Командир роти поставив завдання відділенню Кагамлика зайняти дорогу і не пропустити по ній танки. Позицію зайняли разом з кулеметниками, які мали знищувати піхоту. Наступ німців почався на світанку 9 лютого 1943 року. Спочатку рушили ворожі танки, за ними автоматники. Кагамлик двічі вистрелив в головний танк і підбив його. Кулеметники відкрили вогонь по піхоті. Наступ було припинено. Але через декілька хвилин німці відновили рух, попереду пустили 5 танків. Одну з машин, вже поранений двічі, підбив Кагамлик, ще одну його товариші. Втративши декілька танків та штурмових гармат, німці спочатку відступили, але потім знову рушили вперед. Поранений Григорій Сергійович взявся за кулемет вбитого товариша і відстрілювався до останнього. Але ще одне поранення пережити він не зміг. Коли однополчани відбили контратаки німців, вони знайшли мертвого Григорія.

## Увічнення пам'яті

Бюст в місті Гребінці

Указом президії Верховної Ради СРСР від 18 травня 1943 року за зразкове виконання бойових завдань командування на фронті боротьби з німецькими загарбниками і проявлені при цьому відвагу й геройство Кагамлику Григорію Сергійовичу було посмертно присвоєно звання Герой Радянського Союзу. Похований він у братській могилі в селищі Понирі Курської області. Навічно зарахований в списки військової частини, в якій служив. У рідному селі та місті Гребінка встановлено пам'ятники, в Полтаві — меморіальна дошка. Його ім'ям названо вулиці в його рідному селі, в Полтаві та Гребінці, його ім'я носять школи в рідному селі та № 16 в Полтаві. Комсомольський квиток та протитанкову рушницю АС-635 зберігають в Центральному музеї Збройних сил СРСР. Нагороджений орденом Леніна.